# Cleistanthus itsoghensis
Cleistanthus itsoghensis är en emblikaväxtart som beskrevs av François Pellegrin. Cleistanthus itsoghensis ingår i släktet Cleistanthus och familjen emblikaväxter. Inga underarter finns listade i Catalogue of Life.